# 유재 (용향후)
유행(劉幸, ? ~ ?)은 전한 말기의 제후로, 육안경왕의 아들이다.

## 생애
수화 3년, 용향후(庸鄕侯)에 봉해졌고, 15년 후 작위가 박탈되었다.
수화 연호는 2년(기원전 7년)까지만 쓰였다. 개원 3년차로 계산하여 기원전 6년으로 볼 경우 애제 치세에 해당하여, 유행이 성제 때 봉작된 것으로 분류되어 있는 《한서》의 기록과 모순된다. 수화 원년(기원전 8년)에 새로이 봉작된 왕자후들 중 생존한 이들이 모두 봉작 16년 후 작위가 박탈된 것으로 보아, 모두 전한 멸망에 따라 작위가 소멸된 것이고, 유행의 '수화 3년'은 '수화 2년'(기원전 7년)의 오기일 것이다.

## 출전
- 반고, 《한서》 권15하 왕자후표 下

| 선대 (첫 봉건) | 전한의 박향후 기원전 7년 7월 경오일? ~ 기원후 9년? | 후대 (전한 멸망) |